# 拉翁莱洛
拉翁莱洛（法語：Raon-lès-Leau，法語發音：[ʁaɔ̃ lɛ lo]）是法国默尔特-摩泽尔省的一个市镇，属于吕内维尔区。

## 地理
拉翁莱洛（48°30'47"N, 7°5'38"E）面积1.31 平方千米，位于法国大東部大區默尔特-摩泽尔省，该省份为法国东北部内陆省份，是洛林的一部分，北邻比利时、卢森堡，北起顺时针与摩泽尔省、下莱茵省、孚日省和默兹省接壤。
与拉翁莱洛接壤的市镇（或旧市镇、城区）包括：普莱讷河畔拉翁、格朗方丹、比永维尔。

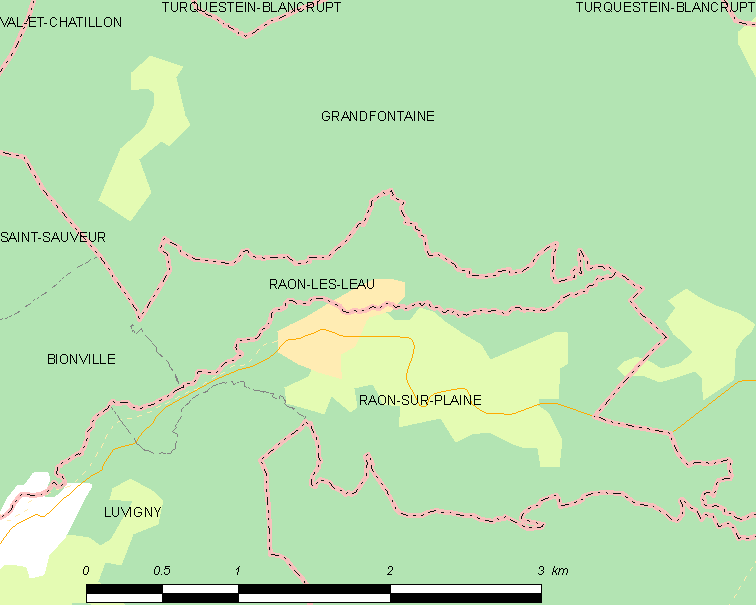
拉翁莱洛的OSM定位图

拉翁莱洛的时区为UTC+01:00、UTC+02:00（夏令时）。

## 行政
拉翁莱洛的邮政编码为54540，INSEE市镇编码为54443。

## 政治
拉翁莱洛所属的省级选区为巴卡拉县。

## 人口

1962-2008年间拉翁莱洛人口变化图示

拉翁莱洛于2022年1月1日时的人口数量为39人。